# David Horst
David Horst (Pine Grove, 25 oktober 1985) is een Amerikaans voetballer die bij voorkeur als centrale verdediger speelt. Hij verruilde in 2014 Portland Timbers voor Houston Dynamo.

## Clubcarrière
Horst werd als veertiende gekozen in de MLS SuperDraft 2008 door Real Salt Lake. Hij maakte zijn professionele debuut op 16 augustus 2008 tegen Houston Dynamo. In zijn tijd bij Real Salt Lake werd hij verhuurd aan Austin Aztex en later Puerto Rico Islanders. Bij die laatste had hij een horrordebuut. In zijn eerste wedstrijd voor de club, op 26 mei 2010 tegen Carolina RailHawks, werd hij met rood het veld afgestuurd. Toch zette hij dit later om in een succesvolle periode bij Puerto Rico. Zo zorgde hij met twee doelpunten voor een winst op het Mexicaanse Toluca in de CONCACAF Champions League. Ook werd hij met Puerto Rico kampioen van de USSF Division 2 Professional League. 
Op 24 november 2010 werd Horst gekozen door Portland Timbers in de MLS Expansion Draft 2010. Bij Portland werd Horst een sterkhouder. Hij werd benoemd tot aanvoerder van het team en speelde in zijn eerste twee seizoenen bij de club zevenendertig wedstrijden, waarvan eenendertig in de basis. In zijn derde en laatste seizoen bij de club kwam hij door een blessure tot twee competitiewedstrijden.
Op 17 december 2013 tekende Horst bij Houston Dynamo. Hij debuteerde op 8 maart 2014 tegen New England Revolution